# Tomas Brunegård
John Tomas Magnus Brunegård, född 15 juli 1962 i Kinna församling i dåvarande Älvsborgs län, är en svensk näringslivsperson. 
Tomas Brunegård tog ekonomexamen vid Handelshögskolan i Göteborg 1987, var managementkonsult 1987-93 och vice vd för Burger King Sweden 1993-96. Han var åren 1996-2012 koncernchef för Stampen-gruppen, före 2005 benämnd Göteborgs-Postenkoncernen. Han var därefter till och med juni 2014 styrelseordförande i Stampen AB.
Från 2013 till 2017 var han ordförande i World Association of Newspapers and News Publishers (WAN-IFRA). Han har också ingått i styrelsen för Dagen och ingår i styrelsen för Smyrnakyrkan i Göteborg.
Andra styrelseuppdrag, han var styrelseordförande för Tidningsutgivarna (TU) 2008–2013, Member of the Governing Board, International School of Economics, Tbilisi (Georgien) 2010–2014, styrelsemedlem i Mentor Medier (Norge) från 2011, styrelsemedlem Utgivarna 2012–2013, styrelsemedlem i Stena Line Holding (Holland) från 2013, styrelsemedlem FOJO (fortbildning för journalister) sedan 2014 samt styrelsemedlem i Svenska Mässan sedan 2004.
Tomas Brunegård är sedan 1989 gift med Christina Brunegård (född Håkansson, 1966).
Under 2019 gav Tomas Brunegård ut självbiografin Mitt val - Om Stampen, medierna och boken som förändrade allt. Under 2023 gav han ut sin andra bok, The Reason: A Personal Story, a Media Career, Jungles, and Thoughts on Why We Are Here.